# Fractured (album Lunatic Soul)
Fractured – piąty album studyjny Lunatic Soul, wydany 6 października 2017 przez Mystic Production (w Polsce) / Kscope (wydanie międzynarodowe) w formie CD, a 20 października 2017 jako płyta winylowa. Na płycie znajduje się osiem utworów w elektroniczno-rockowej stylistyce prog rocka i ambientu. Album zadebiutował w notowaniu OLiS na miejscu 4.
Fractured to album, na którym muzyk odchodzi od etnicznych i orientalnych klimatów. Mniej obecny w warstwie muzycznej jest również ambient. Dominuje natomiast elektronika nawiązująca do muzyki lat osiemdziesiątych. Po raz pierwszy w kompozycjach Lunatic Soul pojawia się orkiestra symfonicza, której partie są obecne w utworach A Thousand Shards of Heaven oraz Crumbling Teeth and the Owl Eyes.
W warstwie lirycznej Fractured to krążek zgłębiający temat kondycji współczesnego człowieka, introwertyka doświadczonego przez los z zaburzonym sposobem komunikacji ze światem. Punktem wyjścia do stworzenia Fractured były dla Mariusza Dudy odejścia dwóch bliskich mu osób – ojca oraz Piotra Grudnia, przyjaciela i gitarzysty macierzystej formacji Dudy, Riverside.
Mariusz Duda tak wypowiedział się o płycie:

To najdłużej nagrywany i najbardziej dopieszczony album w mojej karierze. Płyta ma większy rozmach i jest dużo bardziej wyrazista niż poprzednie albumy Lunatic Soul. W dwóch kompozycjach pojawia się orkiestra symfoniczna, w kilku innych saksofon. Jest więcej melodii i dużo więcej eksperymentów z elektroniką. Jest też dużo więcej utworów opartych na rytmie i groovie, i mimo że wciąż nie ma tutaj ani grama gitary elektrycznej – jest to najbardziej rockowa produkcja z symbolem LS na okładce. Zaryzykuję stwierdzenie, że to najbardziej oryginalny muzycznie album, jaki wyszedł spod mojej ręki. Udało mi się na nim w jedną spójną całość połączyć wiele muzycznych światów, a w tekstach zawrzeć głównie to, co miało i wciąż ma dla mnie największe znaczenie, przez co „Fractured” jest też albumem najbardziej dla mnie osobistym

## Lista utworów
| Nr | Tytuł utworu                       | Długość |
| -- | ---------------------------------- | ------- |
| 1. | „Blood on the Tightrope”           | 7:19    |
| 2. | „Anymore”                          | 4:37    |
| 3. | „Crumbling Teeth and the Owl Eyes” | 6:42    |
| 4. | „Red Light Escape”                 | 5:43    |
| 5. | „Fractured”                        | 4:36    |
| 6. | „A Thousand Shards of Heaven”      | 12:16   |
| 7. | „Battlefield”                      | 9:05    |
| 8. | „Moving on”                        | 5:14    |
|    |                                    | 55:32   |

## Twórcy
- wokal główny i chórki, gitary (akustyczna, basowa, piccolo), perkusja, instrumenty klawiszowe, programowanie, miks; muzyka i teksty – Mariusz Duda
- saksofon – Marcin Odyniec (utwory: 4, 6, 9)
- instrumenty perkusyjne – Wawrzyniec Dramowicz
- orkiestra – Sinfonietta Consonus (utwory: 3, 6)
- miks, nagranie – Magda i Robert Srzedniccy
- nagranie partii orkiestrowych – Jakub Mańkowski, Łukasz Kumański (Custom 34 Studio)
- aranżacja orkiestrowa – Michał Mierzejewski
- okładka, oprawa graficzna – Travis Smith
- zdjęcia – Oskar Szramka